# Theodoros II Laskaris
Theodoros II Laskaris (grekiska: Θεόδωρος Δούκας Λάσκαρις), född 1222, död 1258, var monark i kejsardömet Nicaea mellan år 1254 och 1258.